# De Ushuaia a La Quiaca
De Ushuaia a La Quiaca es el sexto álbum de estudio del cantautor argentino León Gieco. El nombre proviene de dos de las ciudades ubicadas en los puntos más extremos de la Argentina Continental: al sur Ushuaia, y al norte la ciudad que popularmente se considera como la más septentrional de Argentina, La Quiaca (aunque en realidad el honor corresponde a la salteña Salvador Mazza). León Gieco realizó una extensa gira que tocó ambos puntos mientras atravesaba todo el territorio entre ambas, y de esa experiencia que duró entre 1981 y 1985 salió como resultado este álbum.
La idea inicial de Gieco era llamar a artistas folklóricos argentinos a que grabaran con él en Buenos Aires, pero Gustavo Santaolalla (productor y músico que lo ayudó en este registro) lo convenció de que debía ser al revés: Gieco debía ser el que fuera hacia los artistas y visitarlos en sus propias casas. Por tanto, De Ushuaia a la Quiaca es un proyecto monumental, que no regístra antecedentes en la historia de la música argentina, y que a nivel mundial sólo puede ser comparado con la labor de Alan Lomax, musicólogo e historiador estadounidense que recorrió su país en busca de las tradiciones del folk y el country de una similar manera, visitando músicos en sus propias casas y rescatando canciones olvidadas.
En total fueron 450 conciertos recorriendo cada provincia argentina, lo que dio fruto a este legado cultural. Poetas, maestros, alumnos, músicos, y la tierra misma, juntos en una película auditiva fascinante. Incluye tres discos, grabados en los lugares de origen de los artistas que participaron en esta obra.
El primer volumen fue lanzado en 1985, los volúmenes dos y tres fueron lanzados en 1986, y en 1999 fue lanzado un cuarto y último volumen, con canciones que habían quedado inéditas.
En el año 2000 se editó la obra en CD junto con el cuarto volumen, y en 2005 se publicó una edición aniversario remasterizada con material multimedia de la obra original. Además de los cuatro volúmenes, se lanzó un libro con el mismo nombre, escrito por el propio León Gieco y Gustavo Santaolalla (que había oficiado de productor e instrumentista durante la gira de Ushuaia a La Quiaca) con Claudio Kleiman, e ilustrado con más de cien fotografías de esa gira histórica tomadas por Alejandra Palacios.

## Grabación
El proyecto De Ushuaia a la Quiaca consistió en ir a los lugares donde la música misma nace y grabarla en su ambiente natural y no llevar los músicos a un estudio de grabación en una ciudad grande donde perderían parte del sentimiento que da el lugar de origen. Para ello se viajó con un estudio móvil de grabación de 16 canales, dentro de una kombi (camioneta cerrada) se tenía la "cabina de grabación" que le servía al ingeniero Gustavo Gauvry para monitor de lo que se estaba grabando. En la mayoría de los lugares no se tenía acceso a electricidad, entonces se usaba un generador eléctrico portátil y se lo ponía a más de 200 metros para que el ruido no se grabara. Cuando se grabó en el sur argentino hubo una ocasión en que el frío era tan intenso que los micrófonos tendían a congelarse y había que darles calor para que funcionaran correctamente. También se tomaron cerca de 2000 fotografías y se grabaron más de 50 horas de video registrando los momentos más gloriosos de la gira. Participaron infinidad de músicos de todo el país, entre ellos Sixto Palavecino, Leda Valladares, Gerónima Sequeida e Isabel Parra (en la frontera con Chile).
- León Gieco junto a Leda Valladares grabaron en el cementerio de Maimará, en las ruinas de los indios Quilmes y en el anfiteatro de El Cadillal en Tucumán. Leda recopiló un montón de bagualas, algunas de más de 400 años de antigüedad que han ido pasando de generación a generación. También, en una casa de adobe de Amaicha, grabó a la gran bagualera del norte argentino Gerónima Sequeida.
- Canto colectivo en el Anfiteatro Natural de Piedra en los Valles Calchaquíes. Un grupo de 1500 chicos tucumanos reunidos para cantar bagualas y vidalas. La grabación se realizó con un sistema holofónico que es lo más parecido al oído humano, captando los sonidos en un ángulo de 360 grados dando la sensación de espacialidad natural.
- León Gieco junto a Isabel Parra grabaron a orillas del canal de Beagle frente a la frontera chilena, a orillas del río Pipo y en Ushuaia Tierra del Fuego.

"…y que se acaben los ruidos en la frontera
por un puñado de tierra no quiero guerras".
"cuándo será ese cuándo, señor fiscal

que la América sea sólo un pilar".
La dirección y producción musical estuvo a cargo de Gustavo Santaolalla. Participó también como músico, tocando guitarras, charango, percusión y voces. Gustavo creía firmemente en el proyecto, en todo momento fue el motor y el timón del barco. Fue quizás el primero que integró la tecnología MIDI a la música tradicional. En muchas ocasiones, la música, la danza, la artesanía, y muchas otras formas de expresión cultural se mezclaban para dar forma en plenitud al folclore argentino. La idea era integrarse con todo tipo de artistas, y que ellos mismos determinaran el límite cultural de este proyecto. El resultado, una verdadera obra maestra.

## Recepción
En el año 2007, la revista Rolling Stone de Argentina lo ubicó en el puesto 23.º de su lista de los 100 mejores álbumes del rock argentino, aunque ascendió al puesto 22º en la versión actualizada de la lista en 2013.
En 1995 el disco recibió una Mención Especial de los Premios Konex de ese año, otorgada por la Fundación Konex, en reconocimiento a su destacado aporte a la música popular argentina.

La idea de Ushuaia a La Quiaca partió de la gira que llevó a Gieco por todo el país, donde tomó contacto con artistas desconocidos que trabajaban en el folclore de las distintas regiones. Con Santaolalla como productor, los volúmenes 2 y 3 De Ushuaia... reflejaban el viaje de Gieco y Santaolalla por el país -al frente de un equipo de veinte personas-, con un estudio móvil que registraba a bagualeros anónimos como Gerónima Sequeida, chacareras santiagueñas de Sixto Palavecino y el chamamé de Isaco Abitbol. Si bien Gieco había resumido la primera etapa de su carrera en la recopilación 7 años, catapultada por el suceso de "Sólo le pido a Dios", este viaje musical-etnográfico es como una gran metáfora de su arte de cantor repartido entre el llamado de la tierra (el folclore) y las demandas estéticas de su tiempo (el rock como cultura alternativa y como energía rupturista). Debido a lo extenso del material grabado, la obra fue editada en etapas. Gieco y Santaolalla (una sociedad que se había originado en el primer disco de León) hicieron además una experiencia performática de este viaje. Y allí hay hitos no ya de Gieco sino de toda la música grabada en Argentina y la región, como la sesión junto a Isabel Parra registrada a orillas del Canal de Beagle. Un testimonio único de la música latinoamericana de raíz.
Nota de la Rolling Stone de los 100 mejores discos del rock nacional.

## Lista de canciones
Disco 1

Todas las canciones escritas y compuestas por León Gieco, excepto donde se indica. A diferencia de los siguientes tres volúmenes, este primer disco fue grabado enteramente en estudio. 
| N.º   | Título                                               | Duración |  |
| 1.    | «Esos ojos negros»                                   | 3:39     |  |
| 2.    | «Don Sixto Palavecino»                               | 4:28     |  |
| 3.    | «Por el camino perdido»                              | 3:50     |  |
| 4.    | «Príncipe azul» (Eduardo Mateo)                      | 4:11     |  |
| 5.    | «Para Pete»                                          | 3:00     |  |
| 6.    | «Cola de amor»                                       | 4:09     |  |
| 7.    | «Camino de llamas» (León Gieco/Uña Ramos)            | 2:52     |  |
| 8.    | «Carito» (León Gieco/Antonio Tarragó Ros)            | 3:56     |  |
| 9.    | «No existe fuerza en el mundo» (Gustavo Santaolalla) | 3:43     |  |
| 10.   | «Yo vendo unos ojos negros» (Popular)                | 4:24     |  |
| 38:20 |                                                      |          |  |

Disco 2
Los volúmenes 2 y 3 fueron publicados como un vinilo doble. Una reedición de 1994 también contiene ambos volúmenes juntos en un solo CD, aunque no lo especifica (solo figura como De Ushuaia a La Quiaca 2) y algunos temas fueron quitados de ambos volúmenes.

| N.º   | Título                                                        | Grabación | Duración |  |
| 1.    | «Los chacareros de dragones»                                  | Grabado con la Banda de Monteros en la carpa del "Circo Teatro Argentino", Villa Trinidad, Tucumán.                                                                                  | 3:41     |  |
| 2.    | «En la frontera» (Isabel Parra)                               | Grabado con Isabel Parra a orillas del Río Pipo, Tierra del Fuego. | 3:16     |  |
| 3.    | «Vidala del monte» (Popular)                                  | Grabado con Tomás Vázquez en su casa, provincia de Salta. | 1:24     |  |
| 4.    | «Chacarera del violín» (Javier Cirpolo/Hermanos Simón)        | Grabado con Carlos Carabajal, Carlos Saavedra, Rubén Palavecino, Juan Carlos Carabajal y Peteco Carabajal en la casa de María Luisa Paz de Carabajal (83 años), Santiago del Estero. | 2:12     |  |
| 5.    | «Kilómetro 11» (Mario del Tránsito Cocomarol/Constante Aguer) | Grabado con Isaco Abitbol y Antonio Tarragó Ros a orillas del Río Miriñai, Corrientes.                                                                                               | 2:54     |  |
| 6.    | «Canto en la rama» (Leda Valladares/Popular argentina)        | Grabado con Gustavo Santaolalla en el Pucará de Tilcara - Quebrada de Humahuaca - Jujuy.                                                                                             | 3:02     |  |
| 7.    | «Ay, naranjal» (Popular argentina)                            | Canto colectivo grabado con Leda Valladares, 1500 chicos de entre 9 y 12 años y 40 maestras con cajas en el Anfiteatro de "El Cadillal", Tucumán.                                    | 2:38     |  |
| 8.    | «Dimensión de amistad» (Sixto Palavecino/Rubén Palavecino)    | Grabado con Sixto Palavecino, Rubén Palavecino, Elpidio Herrera, Manuel Herrera y Peteco Carabajal en el monte Atamisqui, Santiago del Estero.                                       | 2:12     |  |
| 9.    | «No sé qué tienen mis penas» (Popular argentina)              | Grabado con Leda Valladares en el Anfiteatro Natural de Piedra, Valles Calchaquies, Tucumán.                                                                                         | 2:23     |  |
| 10.   | «Indiecito latino» (Popular boliviana)                        | Grabado con la banda Los Beteranos de Tilcara en Tilcara, Jujuy. | 3:25     |  |
| 11.   | «Grillito del pueblo» (Rómulo Espinoza/Eladio Mosqueda)       | Grabado con Eladio Mosqueda (12 años) en la estación del Tren de Curuzú Cuatiá, Corrientes.                                                                                          | 3:26     |  |
| 12.   | «Agüita de putiña» (Popular boliviana)                        | Grabado con el Grupo Humahuaca en Purmamarca, Jujuy. | 4:25     |  |
| 13.   | «Del brazo con la suerte» (Miguel Gelfo/Augusto Marzano)      | Grabado con el Cuarteto Leo en la pista "La Angelina", Oncativo, Córdoba. | 3:50     |  |
| 14.   | «Maturana» (Manuel José Castilla/Gustavo Leguizamón)          | Grabado con Gustavo Cuchi Leguizamón en una casa en Olivos, Provincia de Buenos Aires.                                                                                               | 4:04     |  |
| 41:13 |                                                               | |          |  |

Disco 3
| N.º   | Título                                                         | Grabación | Duración |  |
| 1.    | «Canto del tero» (Cacho Lobo/Sixto Palavecino)                 | Grabado con Sixto Palavecino, Elpidio Herrera, Rubén Palavecino, Manuel Herrera y Peteco Carabajal en el monte Atamisqui, Santiago de Estero. | 2:10     |  |
| 2.    | «Amigos tengo por cientos» (Violeta Parra)                     | Grabado con Isabel Parra en el Hotel Albatros, Ushuaia, Tierra del Fuego.                                                                     | 4:21     |  |
| 3.    | «La gritona» (Popular boliviana)                               | Grabado con la banda Los Beteranos de Tilcara en Tilcara, Jujuy.                                                                              | 2:16     |  |
| 4.    | «Sobre las flores» (Popular argentina)                         | Canto colectivo grabado en el Anfiteatro "El Cadillal", Tucumán.                                                                              | 3:05     |  |
| 5.    | «El cardón» (Gustavo Santaolalla)                              | Grabado en la casa de José Froilán González, Santiago del Estero                                                                              | 2:09     |  |
| 6.    | «Las hojas tienen mudanza» (Popular argentina)                 | Grabado con Leda Valladares, José Toconás, Erico Salas y Daniel Palacios en el Cementerio de Maymará, Jujuy.                                  | 3:37     |  |
| 7.    | «Me voy quedando» (Gustavo Leguizamón)                         | Grabado con Gustavo Cuchi Leguizamón en Olivos, provincia de Buenos Aires.                                                                    | 4:33     |  |
| 8.    | «Dale soga nomás» (Miguel Gelfo/Horacio Amman/Gemil Isa)       | Grabado con el Cuarteto Leo y Gustavo Santaolalla en el Teatro del Centro, ciudad de Córdoba.                                                 | 3:35     |  |
| 9.    | «La calandria» (Isaco Abitbol/Julio Montes)                    | Grabado con Isaco Abitbol en la estación del tren de Curuzú Cuatiá, Corrientes.                                                               | 2:01     |  |
| 10.   | «Baguala centrífuga» (Popular argentina)                       | Grabado con Leda Valladares, Tomás Vázquez y la Banda de Monteros en la casa de Tomás Vázquez, ciudad de Salta.                               | 2:26     |  |
| 11.   | «Los pueblos americanos» (Violeta Parra)                       | Grabado con Isabel Parra a orillas del canal de Beagle, frente a la frontera chilena, Tierra del Fuego.                                       | 2:52     |  |
| 12.   | «Pai Julián» (León Gieco/Antonio Tarragó Ros)                  | Grabado con la Banda de Monteros en la carpa del "Circo Teatro Argentino", Tucumán.                                                           | 1:53     |  |
| 13.   | «Baguala para mi muerte» (Gerónima Sequeida/Popular argentina) | Grabado con Gerónima Sequeida en las ruinas de los Indios Quilmes, Valles Calchaquíes, Tucumán.                                               | 8:45     |  |
| 43:45 |                                                                | |          |  |

Disco 4
Este último disco fue publicado en 1999 por el sello independiente Abraxas. Los demás volúmenes también fueron reeditados por este sello el mismo año.

| N.º   | Título                                                                 | Grabación                                 | Duración |  |
| 1.    | «Cuando oigo sonar la caja» (Popular argentina)                        |                                           | 1:58     |  |
| 2.    | «Me la paso cantando» (Popular argentina)                              |                                           | 1:53     |  |
| 3.    | «Esta comparsa que canta» (Popular argentina)                          |                                           | 1:47     |  |
| 4.    | «Tengo una vaquita mansa» (Popular argentina)                          |                                           | 1:40     |  |
| 5.    | «Torito cumbreño» (Popular argentina)                                  |                                           | 2:16     |  |
| 6.    | «Maturana (instrumental)» (Manuel José Castilla/Gustavo Leguizamón)    | Con Gustavo Leguizamón.                   | 1:59     |  |
| 7.    | «Maturana (versión cantada)» (Manuel José Castilla/Gustavo Leguizamón) |                                           | 2:49     |  |
| 8.    | «Maturana (versión ensayo)» (Manuel José Castilla/Gustavo Leguizamón)  |                                           | 3:08     |  |
| 9.    | «Que se viene el agua» (Rogelio Campana/Carlos Eduardo López)          | Con Cuarteto Leo.                         | 2:19     |  |
| 10.   | «Yo vendo unos ojos negros» (Popular)                                  | Con Cuarteto Leo.                         | 3:41     |  |
| 11.   | «Mi caballo bayo» (Carlos Gardel/José Razzano/Alfredo Bracatti)        | Con Cuarteto Leo.                         | 2:47     |  |
| 12.   | «Por lo que me gustan las uvas» (Leonor Gelfo/Miguel Gelfo/Gemil Isa)  | Con Cuarteto Leo.                         | 3:28     |  |
| 13.   | «Para Ale» (Hermanos Ábalos)                                           |                                           | 2:05     |  |
| 14.   | «Zamba de los yuyos» (Hermanos Ábalos)                                 |                                           | 3:59     |  |
| 15.   | «Adiós pueblito de Iruya» (Popular argentina)                          | Con Gustavo Santaolalla.                  | 3:16     |  |
| 16.   | «Con cuchillo de palo» (Popular argentina)                             | Con Leda Valladares.                      | 2:29     |  |
| 17.   | «La del encuentro» (Elpidio Herrera/Sixto Palavecino)                  | Con Sixto Palavecino.                     | 2:16     |  |
| 18.   | «Coplas populares» (Popular argentina)                                 | Con Tomás Vázquez.                        | 5:44     |  |
| 19.   | «Sólo le pido a Dios (versión en quechua)»                             | Con Elpidio Herrera y Bernardino Coronel. | 4:46     |  |
| 20.   | «Yo soy quien pinta las uvas» (Popular argentina)                      | Con Jerónima Sequeida.                    | 6:33     |  |
| 60:53 |                                                                        |                                           |          |  |

## Libro
Al cumplirse 20 años de la histórica gira de León Gieco por todo el país, se edita el libro De Ushuaia a La Quiaca, escrito por el propio León Gieco y Gustavo Santaolalla con Claudio Kleiman, e ilustrado con más de cien fotografías de esa gira histórica tomadas por Alejandra Palacios. Mezcla de libro de fotos, diario de viaje, estudio musicológico y valioso testimonio documental sobre la música argentina de raíz, realizado desde la perspectiva de músicos populares provenientes de la cultura rock, De Ushuaia a La Quiaca constituye una especie de road movie visual, de lectura tan apasionante como instructiva.
La "edición de lujo" de 144 páginas, consta de una primera parte donde se suceden las mejores fotografías de esta aventura, para continuar con los relatos en primera persona de León Gieco que se intercalan con declaraciones de los músicos más emblemáticos que participaron en este proyecto (Leda Valladares, Cuchi Leguizamón, Sixto Palavecino, Los Carabajal, entre otros) y con las letras de las canciones que interpretaron. La edición se complementa con una descripción de las distintas canciones y danzas de la música tradicional criolla argentina y, para finalizar, se describen e ilustran los instrumentos autóctonos criollos e indígenas. El libro cuenta con el auspicio del Ministerio de Educación de la Nación y la Secretaría de Cultura del gobierno de la ciudad de Buenos Aires.

## Personal
Disco uno
- León Gieco: guitarra, armónica y voz.
- Gustavo Santaolalla: guitarras, bajo, batería digital, percusión, coros, y producción.
- Aníbal Kerpel: teclados, bajo, coros, y asistencia de producción.
- Gustavo Gauvry: ingeniero de grabación.
- Jorge Sorroza: corte.
- Alejandra Palacios: fotografía.
- Rubén Vázquez y Carina Ponieman: diseño.
- Loli Boeri: asistente.
- Daniel García y Carlos Maciel: video.

Discos dos, tres y cuatro
- León Gieco: artista.
- Héctor Starc: sonido.
- Gustavo Gauvry: técnico de grabación
- Juan Segura: asistente de grabación.
- Daniel García, Fabio Batisteza, Carlos Maciel y Rubén López: video.
- Aníbal Kerpel: asistente de dirección.
- Gabriel Boeri: asistente.
- Jorge Sorroza: corte.
- Jorge Da Silva: mezcla.
- Osvel Costa: asistente de mezcla.
- Gonzalo C. Centurión: coordinación.
- Gabriel Reyes y Jorge Barros: Asistentes de producción.
- Alejandra Palacios: fotografía.
- Rubén Vázquez y Carina Ponieman: diseño.
- Claudio Kleiman: textos.
- Hugo Zucarelli: Holofonía.